# Gidazepam
Gidazepam (łac. gidazepamum) – organiczny związek chemiczny z grupy benzodiazepin. Farmakologicznie wykazuje działanie przeciwlękowe i uspokajające, w mniejszym stopniu przeciwdrgawkowe. Stosowany w lecznictwie jako lek anksjolityczny z grupy leków benzodiazepinowych. Podobnie jak fenazepam, jest oryginalnym rosyjskim lekiem.
Dostępny w Rosji i niektórych innych krajach byłego ZSRR w postaci tabletek 0,02 g i 0,05 g.